# T.O.P
Choi Seung-hyun (hangul: 최승현 - Hanča: 崔 勝 鉉; * 4. listopadu 1987, Soul, Jižní Korea), známý jako T.O.P, je jihokorejský zpěvák, skladatel a herec. Byl členem jihokorejské skupiny Big Bang a hrál v několika filmech a seriálech jako např. I Am Sam, Iris, 19-Nineteen, 71: Into the Fire, Commitment, Squid game 2 a Tazza: The Hidden Card. 
V roce 2010 spolu s G-Dragonem nahráli společné album GD & TOP, které obsahovalo 3 singly - High High, Oh Yeah a Knock Out. Všechny tři písně obsadily první místa v žebříčku Gaon a na prvním místě byla píseň High High. Fejetonista pro Billboard K-Town, Jeff Benjamin, poznamenal, že T.O.P je známý svým hluboce zabarveným hlasem a rapem. 

## Ocenění a nominace
| Rok  | Předávání cen                  | Nominace    | Cena                               | Výsledek |
| ---- | ------------------------------ | ----------- | ---------------------------------- | -------- |
| 2010 | Grand Bell Awards              | T.O.P       | Cena Hallyu popularity             | Vítěz    |
| 2010 | Grand Bell Awards              | T.O.P       | Nejlepší nový herec                | Nominace |
| 2010 | Korean Film Awards             | T.O.P       | Nejlepší nový herec                | Nominace |
| 2010 | Style Icon Awards              | T.O.P       | Stylová ikona - Nový herec         | Vítěz    |
| 2010 | Blue Dragon Film Awards        | T.O.P       | Nejlepší nový herec                | Vítěz    |
| 2010 | Blue Dragon Film Awards        | T.O.P       | Cena popularity                    | Vítěz    |
| 2010 | Max Movie Award                | T.O.P       | Nejlepší nový herec                | Vítěz    |
| 2010 | Asian Film Awards              | T.O.P       | Nejlepší nový herec                | Nominace |
| 2011 | Baeksang Arts Awards           | T.O.P       | Nejlepší nový herec                | Vítěz    |
| 2011 | Baeksang Arts Awards           | T.O.P       | Cena popularity                    | Vítěz    |
| 2013 | Allkpop Awards                 | T.O.P       | Nejlepší idolový herec             | Nominace |
| 2013 | Biffy Asia Star Awards         | T.O.P       | Cena nováčka                       | Vítěz    |
| 2013 | Soompi Awards                  | "Doom Dada" | Nejlepší videoklip                 | Nominace |
| 2014 | Baeksang Arts Awards           | T.O.P       | Cena popularity                    | Nominace |
| 2014 | Singapore Entertainment Awards | "Doom Dada" | Nejpopulárnější K-Popový videoklip | Nominace |
| 2015 | Prudential Eye Awards          | T.O.P       | Cena za vizuální kulturu           | Vítěz    |